# Movimiento Demócrata
El Movimiento Demócrata (Mouvement Démocrate, MoDem) es un partido político francés creado desde la Unión para la Democracia Francesa, partido centrista social liberal. Este partido político, como su partido constituyente, es fuertemente europeísta, y defiende el federalismo europeo.

## Historia

### Contexto político previo
Véase Unión para la Democracia Francesa
La Unión para la Democracia Francesa, fundada en 1974, había colaborado activamente con los partidos mayoritarios de centro-derecha (primero el RPR, y posteriormente la UMP) hasta que, bajo el último mandato de Jacques Chirac (2002-2007) y tras una grave crisis, Bayrou dejó de apoyar incondicionalmente a la derecha para situarse en una posición equidistante entre la Unión por un Movimiento Popular y el Partido Socialista. De esta manera, Bayrou se presentó a las elecciones presidenciales francesas de 2007, donde obtuvo unos resultados tres veces mejores que en las pasadas (un 18.57 % de los votos), lo cual fue aprovechado para crear un nuevo partido político antes de las elecciones legislativas de junio para poder presentarse independientemente de la UMP.

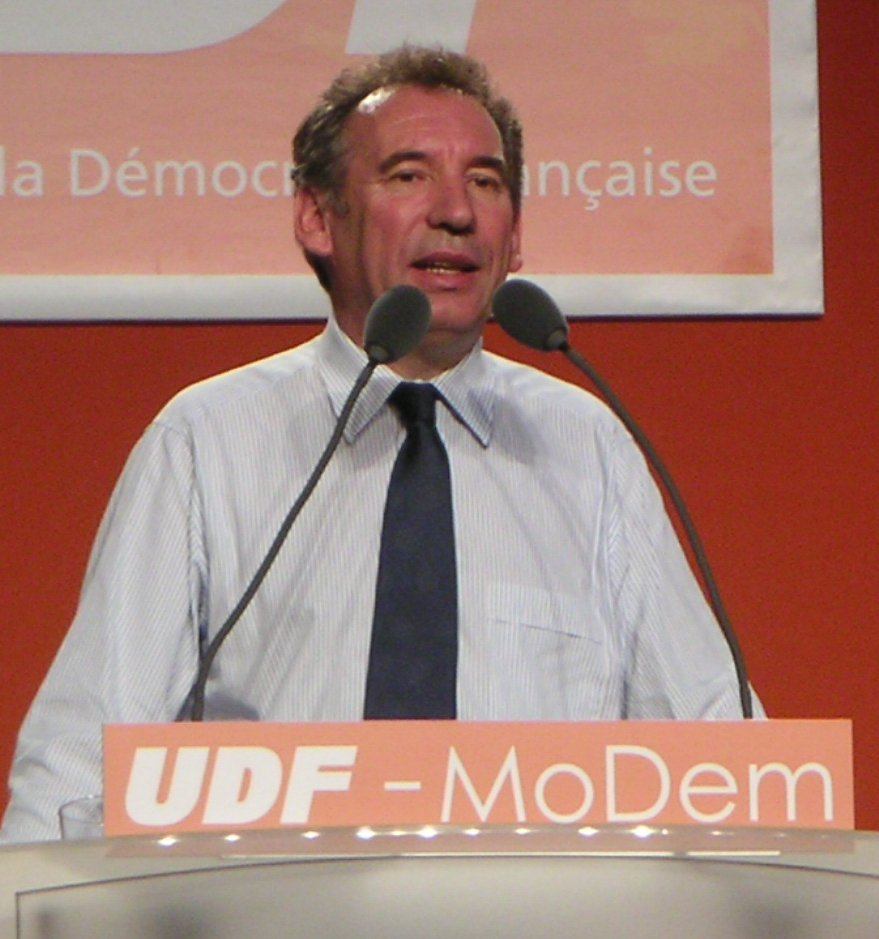
François Bayrou.

Bayrou, que no pasó a la segunda, declaró en una conferencia de prensa en París el 25 de abril (unos días antes de la segunda vuelta):

Los franceses encontrarán para representarles una fuerza de oposición, libre, capaz de decir sí si la acción va en el buen sentido y no si va por el mal camino. Capaz, dicho de otra manera, de hacer salir a la política de los reflejos de siempre a favor o siempre en contra, para defender el interés general. (...) El partido demócrata defenderá la idea que la responsabilidad de Francia y de Europa se debe ejercer en particular en el ámbito de la lucha contra el calentamiento climático del planeta, de la defensa de la biodiversidad y del desarrollo del tercer mundo, particularmente de África. Este nuevo partido defenderá la democracia, como portadora de valores y como ideal, considerando que ésos son los valores que dan sentido a la vida de los hombres y a la sociedad de la que ellos forman parte.

Ante todo esto, Nicolas Sarkozy ha ido haciendo guiños a los militantes centristas pretendiendo su inclusión en la UMP, objetivo en parte logrado, pues de los 29 parlamentarios centristas en la Asamblea General, tan solo 7 han permanecido con Bayrou mientras que los 22 restantes han dado su apoyo a la UMP (el más conocido de ellos es Gilles de Robien). Posteriormente, varios políticos de la UDF, al no estar de acuerdo con la fundación del Movimiento Demócrata, crearon el Nuevo Centro, liderado por Hervé Morin, y que forma parte de la mayoría presidencial de Sarkozy.

### Fundación
El MoDem fue presentado el 10 de mayo por Bayrou, el que fuera el tercer candidato más votado en las presidenciales de abril (con un 18.57 % de los votos). Ese mismo día se anunció que se habían realizado más de 22.000 solicitudes de afiliación. Su congreso fundacional se celebrará el próximo otoño.

### Empleos ficticios
Corinne Lepage, exejecutiva del MoDem, afirma en su libro Les Mains Sales (publicado en 2014) que tras su elección al Parlamento Europeo en 2009, "Modem me había exigido que uno de mis asistentes parlamentarios trabajara en la sede de París. Me negué, indicando que esto me parecía contrario a las normas europeas, por una parte, e ilegal, por otra. El MoDemno se atrevió a insistir, pero mis colegas se vieron obligados a cumplir este requisito." Así, durante cinco años, el secretario privado de François Bayrou fue remunerado por el sobre de asistencia parlamentaria de Marielle de Sarnez, con fondos europeos.
El 12 de mayo de 2017, el periodista Nicolas Grégoire informó de que tenía dos trabajos ficticios como asistente parlamentario cuando trabajaba para el periódico del partido. Dos antiguos empleados de Jean-Luc Bennahmias también reconocieron en junio de 2017 que el MoDem utilizaba trabajos ficticios como asistentes parlamentarios para pagar a su personal. Según varios testimonios anónimos, los diputados del MoDem ponen a disposición del partido al menos a uno de sus colaboradores.
Este caso condujo a la dimisión de Sylvie Goulard (que había abandonado recientemente el MoDem por La República en Marcha) de su cargo de Ministra de las Fuerzas Armadas del Gobierno de Édouard Philippe el 21 de junio de 2017, seguida al día siguiente por la dimisión de los dos ministros MoDem, François Bayrou, Ministro de Justicia, y Marielle de Sarnez, Ministra de Asuntos Europeos.

## Resultados electorales

### Elecciones legislativas francesas de junio de 2007
Éstas fueron las primeras elecciones donde el MoDem participó, obteniendo el 7,61 % de votos en la primera vuelta (quedando tras la UMP y el PS). Se presentó en 535 de 577 circunscripciones, pero no obtuvo ningún parlamentario directamente en la primera vuelta, donde se eliminaron a la gran mayoría de sus candidatos. En la segunda vuelta, salieron elegidos los siguientes diputados demócratas:
1. François Bayrou, por la segunda circunscripción de los Pirineos Atlánticos
2. Jean Lasalle, por la cuarta circunscripción de los Pirineos Atlánticos
3. Thierry Benoit, por la sexta circunscripción de Ille-et-Vilaine

### Elecciones europeas de 2009
En las elecciones europeas de 2009 el MoDem obtuvo  1.455.841 votos (8,46 %) y 6 eurodiputados, perdiendo 5 respecto a los resultados en 2004 de la UDF. Sus diputados se integraron en el grupo de la Alianza de los Demócratas y Liberales por Europa. 
Abdoulatifou Aly (por Mayotte) tras formar parte del Nuevo Centro pasó al lado de los demócratas.